# Stadt in Sicht
Stadt in Sicht ist ein auf vier Personen reduziertes, deutsches Stummfilmdrama von Henrik Galeen aus den Jahren 1922/23.

## Handlung
Die Handlung ist in freier Natur angelegt und spielt auf einem einen Fluss befahrenden Schleppkahn.
Drei Menschen leben auf engstem Raum zusammen, einem Binnenschiff. Ihr Leben ist bislang ebenso einfach wie glücklich. Da ist der alte Schiffseigner Ullrich. Jeden Abend folgt er einem festen Ritus und liest in der Bibel. Seine deutlich jüngere Ehefrau Frau Anna kocht und strickt und sorgt so für das Wohl der beiden Männer an Bord. Der Dritte im Bunde heißt Fritz. Er ist der Bootsmann, der ebenso heimlich wie unaufdringlich die Frau des Lastkahnschlepper-Besitzers anhimmelt. Eines Tages drängt es Fritz nach Veränderung: Er will den Kahn verlassen, um sich als Matrose auf hohe See zu gehen. Ullrich mag sich jedoch nicht mit dem anstehenden Verlust abfinden und will Fritz halten; man hat sich in Ullrichs Augen bislang doch so gut verstanden und in dieser ménage à trois reibungslos arrangiert.
Die Dinge ändern sich dramatisch, als ein gewisser Fredy in das Leben der drei Schlepperbewohnern tritt. Fredy ist eine üble Type, ebenso gewissen- wie skrupellos. Eigentlich Artist und Steptänzer, hat er mit den von ihn verübten Verbrechen schon so einiges auf dem Kerbholz. Rasch droht Anna Fredys Charme zu erliegen. Er ist unverschämt und dynamisch, ein ruppiger Womanizer, der sich nimmt, was er will. Und er ist nicht so altersmüde wie Ullrich und auch nicht so einfältig und simpel wie der geradlinige Fritz. Der scheinbar weltgewandte Fredy verheißt eine spannende Alternative zu den eingefahrenen Bahnen auf dem Lastenkahn. Fredy insinuiert ein wildes, aufregendes Leben, er bedeutet: die Stadt ist in Sicht – mit all ihren Verlockungen und Gefahren. Denn: „hier ludert der Abschaum der Menschheit umher, hier herrscht die Niedertracht, siegt und zerstört die brutale Gewalt. STADT IN SICHT - heißt: Gefahr im Verzuge, die Sünde lauert, das Verbrechen droht, Unheil brütet…“.

## Produktion
Galeen drehte Stadt in Sicht in der zweiten Jahreshälfte 1922. Nach dem Passieren der Erstzensur am 16. Januar 1923 wurde der fünfaktige Film am 8. Februar 1923 uraufgeführt. Aufgrund einiger Gewaltszenen, darunter eine Vergewaltigungsszene, musste der Film infolge eines Antrags der Badischen Regierung eine Zweitzensur passieren und wurde nach mehreren Schnittauflagen am 21. Mai 1924 endgültig genehmigt.
Stadt in Sicht-Hauptdarstellerin Edith Posca war die Ehefrau des Produzenten Lupu Pick. Die Filmbauten wurden von Otto Moldenhauer entworfen.
Das Ambiente und das Konzept der Geschichte antizipieren in mehreren Aspekten Jean Vigos Filmklassiker L‘Atalante. Inwieweit Vigo Galeens Film gekannt hat, ist unbekannt.
Stadt in Sicht galt lange Zeit als verschollen. Während der Katalogisierungsarbeiten des Filmarchiv Austria wurde jedoch eine nahezu vollständig erhaltene Kopie in den Nitrobeständen des Filmdepot Laxenburg aufgefunden.

## Kritiken
Im Film-Kurier heißt es: 

„Das Manuskript von Henrik Galeen und Fr. Sieburg erweckt den Anschein einer Episoden-Ausspannung. Dabei ist der Film in seinen technischen Teilen von ausgesuchter Feinheit; die Photographie der Wasserflächen hat die Lichter und die Stimmung prachtvoll erfaßt, und das Mitgehen des Bildes mit den beweglichen Objekten ist stellenweise von einer überraschenden Liebe zur Sache diktiert. Einige Großaufnahmen sind von starkem Reiz, und die Ausschnitte aus dem Landschaftlichen sind charakteristisch gewählt, wenn auch im Schnitt ein einmal gewählter landschaftlicher Typus nicht immer sorgfältig durchgehalten wurde. Mit Überblendungen ist erfreulicherweise sehr gespart worden. Die Regie Henrik Galeens zeigt sich vorwiegend im Gesamtbild, im Erhaschen des rechten Momentes und der sorgfältigen Wahl des Milieus. Darstellerisch sind Friedrich Taeger (Ullrich) und Otto Treptow (Fredy) sehr gut, Taeger erreicht in seinen Schlußszenen eine heiße, innerliche Kraft, und Treptow macht aus dem Gewaltmenschen dann und wann einen zum Lächeln reizenden Komödianten, um das Abstoßende dieses Mißratenen zu mildern. Man müßte ihm öfter im Film begegnen; er bringt eine Persönlichkeit mit und schnellt leicht und sicher von einem Ausdruck zum anderen. In der Rolle des Fritz erscheint Harry Nestor knapp in der Geste, und als Anna muß Edith Posca genannt werden.“

Der Kinematograph kommt zu folgendem Schluss: 

„Ein gutes, feines, verdichtetes Werk, im Kielwasser der Gedanklichkeit und der Psychologie hinstreichend; durchaus im Schlepptau künstlerischen Wollens und Vermögens. Jede Situation bildhaft dem Gedanken, dem Symbol angepasst, und jede Szene photographisch geistreich festgehalten. Wasserbilder, Spiegelungen von köstlichstem und seltenstem Reiz.“

Paimanns Filmlisten urteilen: 

„Das Sujet, welches nahezu vollständig die Einheit der Zeit und des Ortes respektiert, ist als sehr packend anzusprechen, die Darstellung durch ein gut abgestimmtes Ensemble sehr wirkungsvoll, schöne Uferbilder als Rahmen in vorzüglicher Photographie.“